# Territoires (revue)
Pour les articles homonymes, voir Territoires.
Territoires le mensuel de la démocratie locale est une revue mensuelle française créée en 1959 par l'Association pour la démocratie et l'éducation locale et solidaire (Adels). Jusqu'en 1998, elle se nommait Correspondances municipales. Elle traite de la question de la participation des citoyens à leur cadre de vie, mais aussi de toutes les formes contemporaines de renouvellement de la démocratie.
Le lectorat s'est renouvelé au long de ces 50 années : au départ soutien technique aux élus (minoritaires) de gauche, le lectorat s’étend aux techniciens municipaux, aux administrateurs et directeurs de Maisons des jeunes et de la culture, de Foyers de jeunes travailleurs et de centres sociaux. Puis les élus ont été remplacés par des militants de mouvements sociaux et des professionnels de divers secteurs.
Tirée  à  400  exemplaires,  Correspondance  Municipale  était  une  production  largement artisanale. La qualité éditoriale de la revue s'améliore au fil des années, parallèlement à la diversification des activités de l'association.
Chaque numéro, d'une soixantaine de pages, traite un sujet plus spécifiquement pour en faire en dossier central de 14 pages coréalisé par des élus, des membres du secteurs associatifs, des universitaires, des journalistes…
Autres rubriques : initiatives locales, actualités nationales, international, reportage, fiches de lecture, revue de presse des journaux satiriques locaux, chroniques...
L'ours de la revue au 1er janvier 2012 :
directeur de la publication : Pascal Aubert
rédacteur en chef : Nicolas Leblanc
rédactrice en chef adjointe : Sabrina Costanzo
journalistes : Blanche Caussanel, Andrea Parracchini
Territoires a fermé ses portes définitivement le 31 janvier 2012, à la suite de la décision du tribunal de grande instance de Paris de liquider l'Adels, association éditrice de Territoires.